# Любешув (Опольське воєводство)
Любешув (пол. Lubieszów) — село в Польщі, у гміні Берава Кендзежинсько-Козельського повіту Опольського воєводства.
Населення — 499 осіб (2011).

## Демографія
Демографічна структура станом на 31 березня 2011 року:
|          | Загалом | Допрацездатний вік | Працездатний вік | Постпрацездатний вік |
| -------- | ------- | ------------------ | ---------------- | -------------------- |
| Чоловіки | 234     | 35                 | 166              | 33                   |
| Жінки    | 265     | 43                 | 165              | 57                   |
| Разом    | 499     | 78                 | 331              | 90                   |